# Titularbistum Ios
Ios  (ital.: Jos) ist ein Titularbistum der römisch-katholischen Kirche.
Es geht zurück auf ein früheres Bistum auf der griechischen Insel Ios in der römischen Provinz Asia bzw. in der Spätantike Insulae.
| Titularbischöfe von Ios |                            |                                                                      |                 |                   |
| Nr.                     | Name                       | Amt                                                                  | von             | bis               |
| 1                       | Neil Nicholas Savaryn OSBM | Weihbischof in Kanada Apostolischer Exarchat von Westkanada (Kanada) | 3. April 1943   | 3. November 1956  |
| 2                       | James Cunningham           | Weihbischof in Hexham und Newcastle (Vereinigtes Königreich)         | 19. August 1957 | 1. Juli 1958      |
| 3                       | Michał Blecharczyk         | Weihbischof in Tarnów (Polen)                                        | 6. Juli 1958    | 10. November 1965 |